# Øyvind Anker

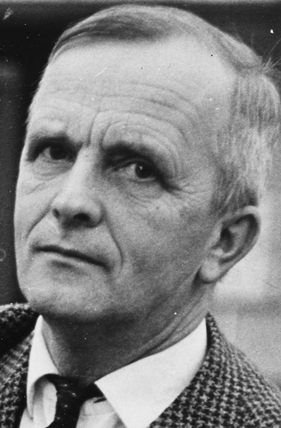
Øyvind Anker (1904–1989)

Øyvind Anker (* 13. Juli 1904 in Frankfurt am Main; † 30. Dezember 1989 in Oslo) war ein norwegischer Bibliothekar, Literatur-, Musik- und Theaterhistoriker. Er arbeitete von 1936 bis 1974 an der Universitätsbibliothek Oslo und baute dort ein Bjørnson-Archiv und eine theaterhistorische Sammlung auf. Er veröffentlichte Sammlungen der Briefe von Bjørnson, Ibsen und Bernhard Dunker und das gesammelte musikalische Werk von Rikard Nordraak. Er erforschte die Geschichte des norwegischen Theaters vor allem des 19. Jahrhunderts und redigierte mehrere Nachschlagewerke. Sein Boken om Karoline widmet sich der Beziehung von Karoline Bjørnson zu ihrem berühmten Ehemann. 1965 wurde Øyvind Anker in die Norwegische Akademie der Wissenschaften gewählt.

## Leben

### Eltern und Geschwister
Øyvind Anker war der einzige Sohn des Oberingenieurs Nils Botvid Anker (1878–1943) und der Kunsthandwerkerin und Klavierlehrerin Gudrun Nilssen (1875–1958). Er hatte fünf Schwestern, eine ältere, die 1903 ebenfalls in Frankfurt geborene Ella, und die jüngeren, in Kristiania (Oslo) geborenen Aagot (* 1907), Synnøve (* 1908), Ida Bojsen (* 1915) und Gudrun (* 1917). Ella Anker war in ihrer Jugend Schauspielerin und heiratete den Verfassungsjuristen Frede Castberg. Synnøve Anker wurde unter dem Namen Synnøve Anker Aurdal als Textilkünstlerin bekannt.
Øyvind Anker ist ein Spross der bekannten norwegischen Familie Anker (ursprünglich Ancher) mit schwedischem Ursprung, die 1668 in Kristiania Fuß fasste. Er ist der Enkel von Herman Anker, dem Begründer der ersten Volkshochschule Norwegens, und der Neffe der Frauenrechtlerinnen Katti Anker Møller und Ella Anker. Sein Schwager Frede Castberg ist (als Sohn der Tante Karen Cathrine Castberg geb. Anker) zugleich sein Cousin.

### Jugend
Øyvind und seine Schwester Ella wurden in Frankfurt geboren, wo sein Vater bei einer englischen Firma beschäftigt war.S. 307 Wegen der wechselnden Anstellungen ihres Oberhauptes zog die Familie oft um. 1910 wohnten die Ankers in Kristiania im Elisenbergveien 3 (2. Stock), zusammen mit der Tante Anna Nilssen, dem 15-jährigen Kindermädchen Hilma Eriksen und der schwedischen Köchin Sofie Nilsen. Der Vater war als Ingenieur für das Kanalisationsnetz zuständig.
Den größten Teil seiner Kindheit verbrachte Øyvind aber in Fåberg im Fylke Oppland (heute ein Ortsteil von Lillehammer und zu Innlandet gehörig), wo sein Vater die Entwicklung der Elektrizitätsversorgung im Fylke leitete.

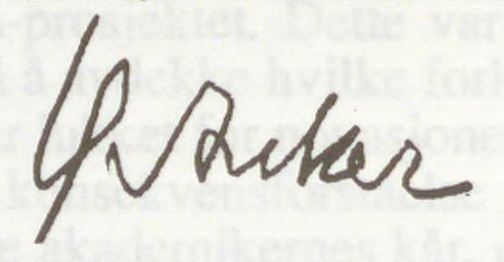
Unterschrift von Øyvind Anker

Die Großeltern Herman und Mix Anker pflegten eine enge Freundschaft mit Bjørnstjerne Bjørnson und Øyvind wurde auf den Namen der Hauptfigur in Bjørnsons En glad gut (Ein glücklicher Junge) getauft. Auch die Eltern waren kulturell interessiert, vor allem an der Musik. Die Mutter brachte den Kindern Klavierspielen bei und der Vater war ein begeisterter Sänger von Volksliedern. Der musikalisch talentierte Øyvind dachte daran, Musiker zu werden und erlernte neben dem Klavier auch noch Cello. „Die Musik spielte in vielerlei Hinsicht eine wichtige Rolle in seinem Erwachsenenleben, aber er wurde kein Berufsmusiker.“S. 308

### Ausbildung
1923, mit 19 Jahren, legte Øyvind Anker das Examen artium (Abitur) ab und anschließend absolvierte er eine einjährige Ausbildung in der Krigsskolens nederste avdeling (Unterste Abteilung der Kriegsschule) und wurde damit Reserveoffizier im Rang eines Sekondløytnant (Unterleutnant). Zu dieser Zeit wohnte er in Edvard Storms gate 11b in Kristiania in einer Wohngemeinschaft mit gleichaltrigen Kadetten.
1925 begann er ein Philologiestudium an der Universität Oslo, das er – nach mehreren Unterbrechungen durch Studienreisen und Studienaufenthalte in Deutschland und Frankreich – 1931 mit dem cand.philol. mit Norwegisch im Hauptfach und den Nebenfächern Französisch und Deutsch abschloss. Seine Magisterarbeit behandelte die Beziehungen zwischen dem streitbaren Dichter Bjørnson und dem Pädagogen und Dichterphilosophen N. F. S. Grundtvig und wurde 1932 in erweiterter Form in der literaturhistorischen Zeitschrift Edda veröffentlicht.

### Ehe und Kinder
Am 2. März 1933 heiratete Øyvind Anker in der Osloer Garnisonskirche die Pianistin Eva Høst (* 2. Oktober 1908 in Kristiania; † 14. Oktober 1968 in Oslo), die Tochter des Kaufmanns Eivind Høst (1871–1935) und der Johanna Otilie Høst (1874–1916). Dem Ehepaar wurden zwei Töchter geboren, Sigrid (* 1934) und Eva Pernille (* 1947). Die jüngere wurde unter dem Namen Pernille Anker als Schauspielerin und Sängerin bekannt.

### Universitätsbibliothek Oslo

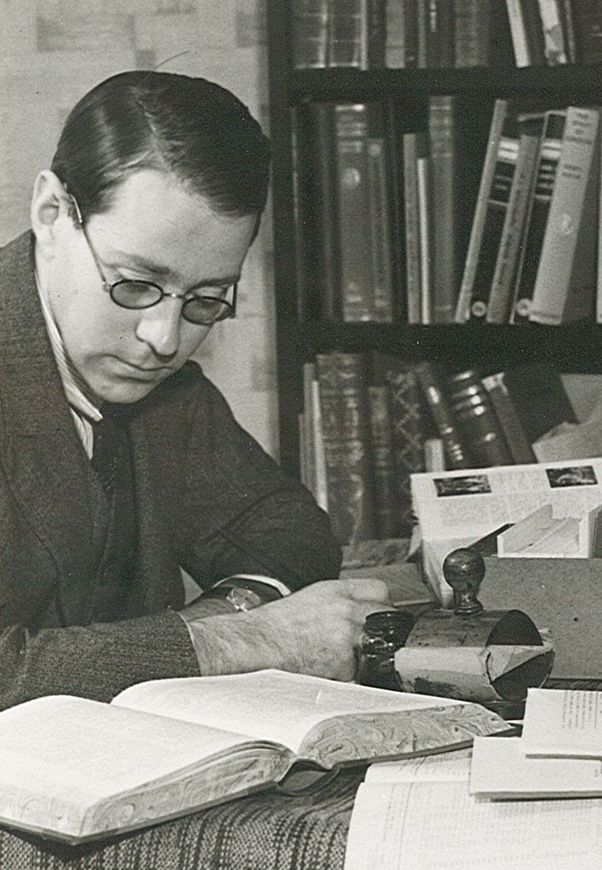
Øyvind Anker, ungefähr 1935

Noch während seines Studiums wurde Øyvind Anker 1929 als Praktikant an der Universitätsbibliothek Oslo angestellt, wo er – nur durch zwei Kriegsjahre unterbrochen – bis zu seiner Pensionierung im Jahr 1974 bleiben sollte. 1936 wurde er zum Universitätsbibliothekar ernannt und war bis 1943 als Nachfolger von Fartein Valen Leiter der Norwegischen Musiksammlung. Nach dem Krieg arbeitete er viele Jahre in der Beratung, wo er die Bibliotheksbenutzer im Lesesaal und durch Konsultationen unterstützte. 1967 wurde er zum førstebibliotekar befördert und mit der Leitung der neu gegründeten Informationsabteilung betraut. 1970–1974 war er Leiter der Sondersammlungen, zu denen die Manuskriptsammlung und die Theatergeschichtliche Sammlung gehörten.S. 311
„Aber auch nach seiner Pensionierung engagierte er sich hier in der Bibliotheksarbeit.“ Es wurde ihm ein „kleines Ruhestandsbüro auf der Galerie über dem Lesesaal der UB“ eingerichtet, in dem er seinen „häufigen Gästen Hilfe und Rat erteilte.“S. 311

### Aktion Polarkreis
Nach der Kapitulation Norwegens 1940 hatten sich viele norwegische Offiziere der Widerstandsbewegung (Hjemmefronten) angeschlossen und zahlreiche Polizeibeamte erwiesen sich gegenüber dem vom deutschen Reichskommissar Josef Terboven eingesetzten Polizeichef Jonas Lie als nicht loyal. Am 16. August 1943 – nach langer Vorbereitung, aber durch den Fall Gunnar Eilifsen veranlasst – ließen die Besatzungsmacht und ihre Handlanger unter dem Codenamen Aktion Polarkreis 500 Polizeibeamte und 1100 Offiziere verhaften.
Ein Teil der verhafteten Offiziere wurde nach zwei Wochen freigelassen, die anderen – darunter Øyvind Anker, der erst am folgenden Tag verhaftet worden war – „auf Befehl Hitlers in Kriegsgefangenschaft nach Deutschland verlegt. […] Die erste Gruppe verließ Hvalsmoen am 7. September 1943. Die Offiziere wurden nach Schildberg und später nach Luckenwalde gebracht, wo sie bis zur Befreiung des Lagers am 21. April 1945 in Gefangenschaft blieben.“
Wann Øyvind Anker genau deportiert wurde, ist nicht bekannt. Für seine Gefangenennummer 709 ist als Arrestbeginn der 20. August verzeichnet, und er war auch zunächst im Oflag XXI-C (Schildberg, polnisch Ostrzeszów, 150 km südlich von Posen) und dann im Stalag III A (Luckenwalde, 50 km südlich von Berlin).

## Leistungen

### Bjørnson-Archiv

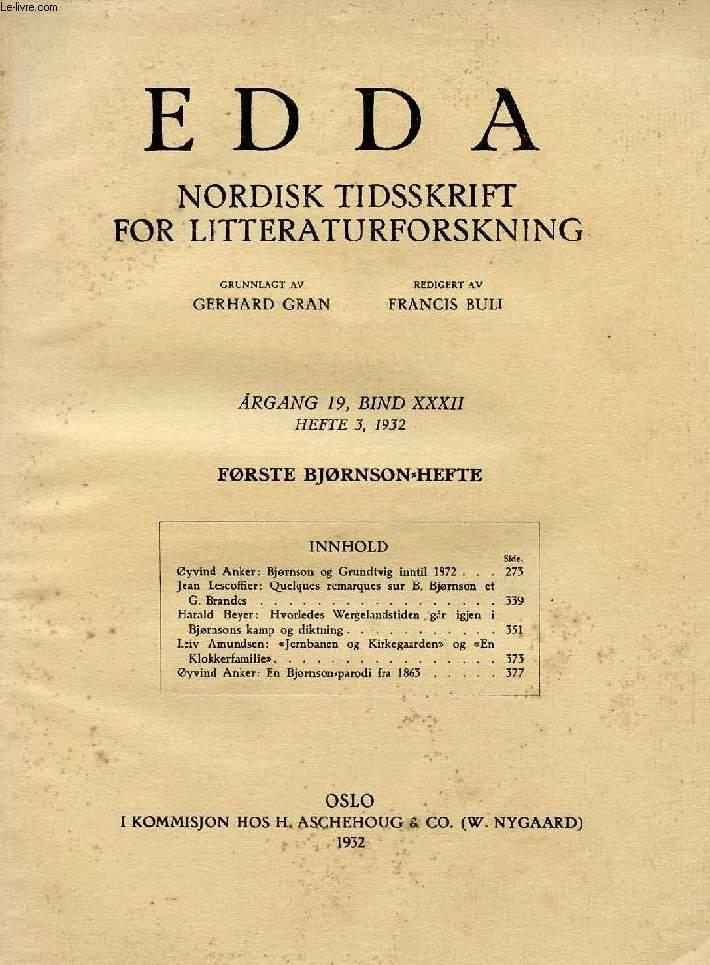
Zeitschrift Edda, Nr. 3 1932. Hier erschien Ankers Abhandlung Bjørnson og Grundtvig inntil 1872

1934 richtete die Universitätsbibliothek ein eigenes Bjørnson-Archiv ein, und Øyvind Anker hatte sich durch die Betreuung der Bjørnson-Ausstellung zwei Jahre zuvor für die Leitung der neuen Abteilung qualifiziert. Lange Zeit war er auch deren einziger Mitarbeiter. „Hier registrierte, systematisierte und analysierte er die umfangreiche Sammlung der Bibliothek mit den erhaltenen Manuskripten und Briefen des Autors sowie mehr als 5.000 Artikeln und Reden. Als Forscher nutzte er dieses einzigartige Material in verschiedenen Zusammenhängen, auch noch viele Jahre nach seinem Ausscheiden aus der Bibliothek.“

### Musiksammlung
Das bedeutendste Ergebnis von Ankers Tätigkeit in der Musiksammlung (1936–1943) ist die Veröffentlichung der Gesammelten Werke von Rikard Nordraak, eine kritische wissenschaftliche Ausgabe und zugleich „die erste vollständige Ausgabe der Werke eines norwegischen Komponisten.“S. 308 Das gemeinsam mit Olav Gurvin redigierte Werk erschien 1942, zum 100. Geburtstag des Komponisten, der ein Freund von Edvard Grieg war und die norwegische Nationalhymne Ja, vi elsker dette landet komponiert hatte.
„In Erinnerung an den Vorkämpfer der norwegischen Unabhängigkeit vermarktete man diese Edition explizit als nationale Aufgabe aller patriotischen Norweger. Im selben Jahr hatte Gurvin mit dem Norsk Musikkliv auch eine eigene Zeitschrift gegründet. Mit Themen über norwegische Musiker und Volksmusik vorgeblich völlig unverfänglich, erweist sich auch dieses Unternehmen auf den zweiten Blick als politisch motiviert.“ Lebende Musiker, die den Nationalsozialismus unterstützt hatten, wurden in der Zeitschrift systematisch totgeschwiegen, so auch der Grieg-Biograf David Monrad Johansen.
Die Zusammenarbeit von Anker und Gurvin wurde nach dem Krieg fortgesetzt. Ab 1946 führten sie Norsk Musikkliv als gleichberechtigte „Redaktionssekretäre“ und nun erschienen die meisten von Ankers musikhistorischen Artikeln in dieser Zeitschrift. 1949 veröffentlichten die beiden ein umfangreiches Musikkleksikon, das zehn Jahre später erweitert aufgelegt wurde. Gelegentlich arbeitete Øyvind Anker auch als Musikkritiker, ab 1948 in Verdens Gang und ab 1950 in Aftenposten.S. 308

### Theatergeschichte

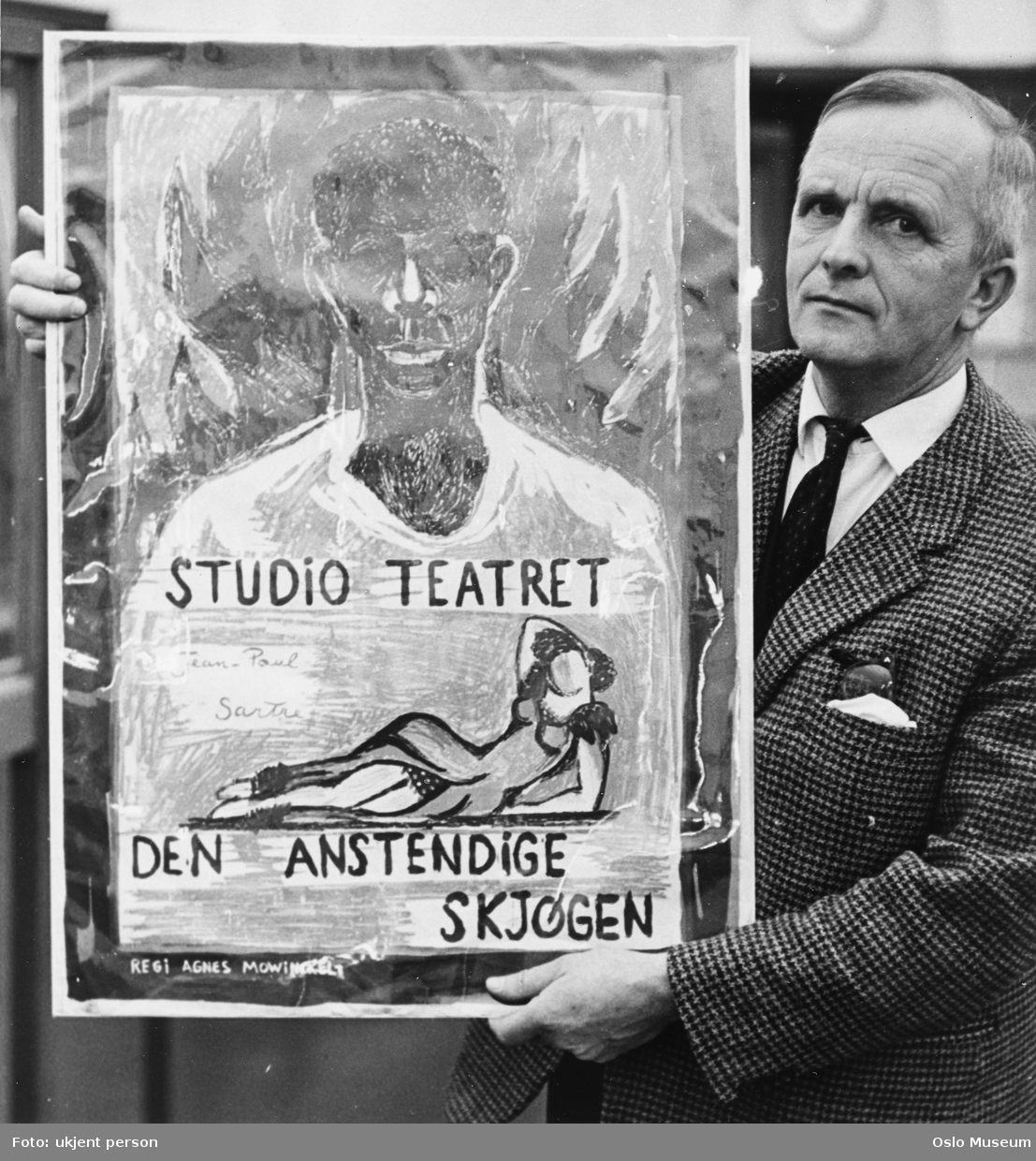
Øyvind Anker mit dem Plakat der Produktion Den anstendige skjøgen (Die anständige Hure), Studioteatret 1947. Foto ungefähr 1970.

Auf Initiative von Øyvind Anker wurde 1956 die Theatergeschichtliche Sammlung der Universitätsbibliothek gegründet, und er war auch derjenige, der die Sammlung aufbaute und bis zu seiner Pensionierung leitete. Aus dieser Beschäftigung gingen zahlreiche Veröffentlichungen zur Geschichte des 19. Jahrhunderts hervor: Übersichten über das Repertoire der Theater, Monografien über einzelne Theater in Kristiania und Drammen, Erinnerungen an bedeutende Theatermänner wie Johan Peter Strömberg und Troels Lund, und eine Geschichte der von den hauptstädtischen Theatern eingerichteten Pensionsfonds. 1964 erschien der Aufsatz August von Kotzebue auf der norwegischen Bühne in deutscher Sprache in einer österreichischen Theaterzeitschrift.
Ankers theatergeschichtliche Schriften erschienen teilweise über die Teaterhistorisk Selskap, deren Vorsitzender er seit 1960 war. 1958–1964 hielt er Vorlesungen über Theatergeschichte an der Universität Oslo. An der Universität Bergen war er Prüfer im Fach Theaterwissenschaft, und er hatte auch sonst großen Anteil an der erfolgreichen Etablierung der Theaterwissenschaft als akademische Disziplin in Norwegen.S. 309

### Enzyklopädien
Die Arbeit an Enzyklopädien zieht sich wie ein roter Faden durch Ankers schriftstellerisches Werk. „Als Systematiker mit kompromisslosem Anspruch an Genauigkeit und Strenge, gepaart mit einem ausgeprägten Interesse an Menschen in der Kultur,“ war er für eine solche Aufgabe auch bestens gerüstet. Schon 1935 gab er zusammen mit Rolf Haffner das Nyco konversasjonsleksikon heraus, das nach vier Jahren erneut unter dem Namen Cappelens leksikon wiederkehrte. 1934–1943 erschien in der Wochenzeitschrift Hjemmet seine Kolumne über die Bedeutung von Namen, Wörtern und Redewendungen. Nach dem Krieg wurden diese Beiträge gesammelt als Buch Tusen navn (Tausend Namen) veröffentlicht. Für das sehr erfolgreiche Werk (vier Auflagen bis 1967) wählte Anker ein Pseudonym: E. N. Fadder.S. 308
Über Jahrzehnte war Øyvind Anker ein Mitarbeiter am Norsk biografisk leksikon. Mitte der 1930er Jahre verfasste er seine ersten Artikel für die erste Ausgabe der umfangreichsten biografischen Enzyklopädie Norwegens und für die 1958–1983 erschienenen Bände 13 bis 19 war er einer der Hauptredakteure.

### Briefsammlungen

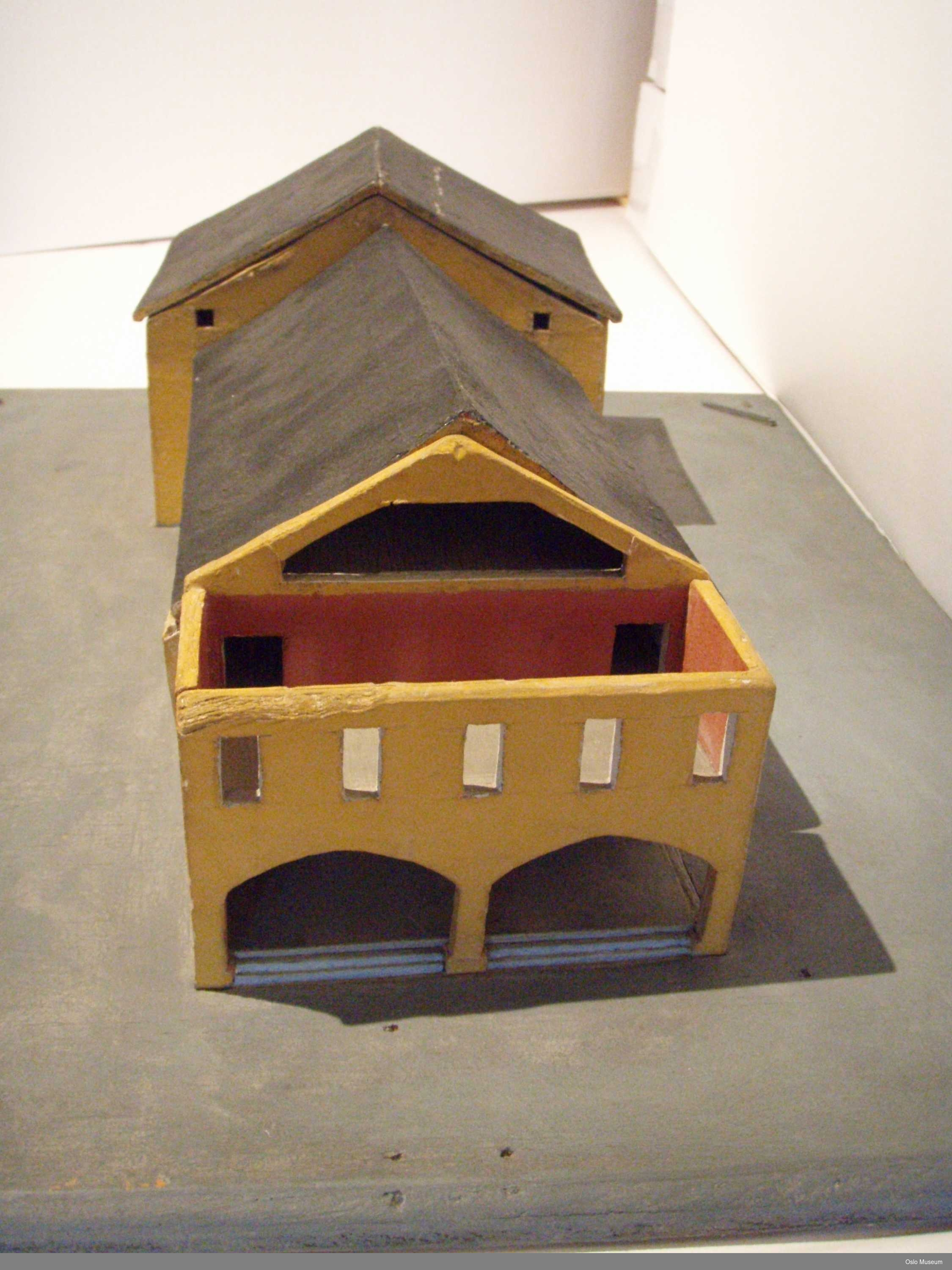
Rekonstruktion von Strömbergs Theater, das erste kommerzielle Theater Norwegens. Modell von Øyvind Anker und Dagfinn Jahr.

„Das herausragendste und wohl bedeutendste Ergebnis von Øyvind Ankers vielfältigen produktiven Tätigkeiten sind die vielen Briefeditionen, die er allein oder zusammen mit anderen Forschern herausgegeben hat.“S. 309 Die mehrbändige Ausgabe der Korrespondenz Bjørnsons mit dänischen Briefpartnern erschien in Zusammenarbeit mit Francis Bull und Torben Nielsen ab 1953, jene mit schwedischen Partnern gemeinsam mit Francis Bull und Örjan Lindberger ab 1961.
Mit den Briefen von Henrik Ibsen beschäftigte Anker sich mehr als 20 Jahre lang. Die 1957 abgeschlossene Gesamtausgabe des Dichters enthielt alle bis dahin bekannten 1.404 Briefe. 1979 bzw. 1981 gab Anker eine „Neue Sammlung“ der Briefe heraus, mit zusätzlichen 1.250 Briefen. „Viele von ihnen sind für die Ibsen-Forschung interessant und wichtig. Die große Zahl der neu entdeckten Briefe ist zum Teil darauf zurückzuführen, dass Anker den Umfang der Briefedition um Quittungen, kurze Grüße und andere, an sich unbedeutende Dinge erweitert hat. Außerdem hat er eine neue Kategorie eingeführt, die so genannten Minusbriefe, d. h. Briefe, die verloren gegangen sind, aber durch Erwähnung in anderen Briefen oder auf andere Weise bekannt sind.“S. 310
Im Bjørnson-Jahr 1982, zum 150. Geburtstag des Dichters, erschienen drei Bjørnson-Bücher von Øyvind Anker, „die publikumsfreundlichsten Bücher, an denen er je mitgewirkt hat.“ Der Briefwechsel zwischen Bjørnstjerne Bjørnson und Amalie Skram, gemeinsam mit Edvard Beyer veröffentlicht, erschien unter dem langen Titel „Og nu vil jeg tale ut“ – „Men nu vil jeg også tale ud“ („Und jetzt werde ich mich äußern“ - „Aber jetzt werde ich mich auch äußern“.) „Die Briefe sind Dokumente zweier starker Persönlichkeiten, die in Freundschaft verbunden und in gewaltsamen Konflikten auseinandergetrieben werden.“S. 310
In Boken om Karoline. Karolines Bjørnson og Bjørnstjernes Karoline zeichnet Anker ein lebendiges Porträt der Frau des Dichters und schöpft dabei aus einem großen Vorrat an anekdotischen und biografischen Überlieferungen. Eine Sammlung von 50 Artikeln von Bjørnson über Humanität und Menschenrechte, durch Kommentare Ankers in den richtigen Kontext gesetzt, erschien unter dem Titel De gode gjerninger redder verden. Tanker og idéer, råd og dåd. (Gute Taten retten die Welt. Gedanken und Ideen, Rat und Tat.) Das Buch ist Francis Bull gewidmet, „als Mensch, Lehrer, Bjørnson-Forscher und Freund.“S. 311

## Persönlichkeit

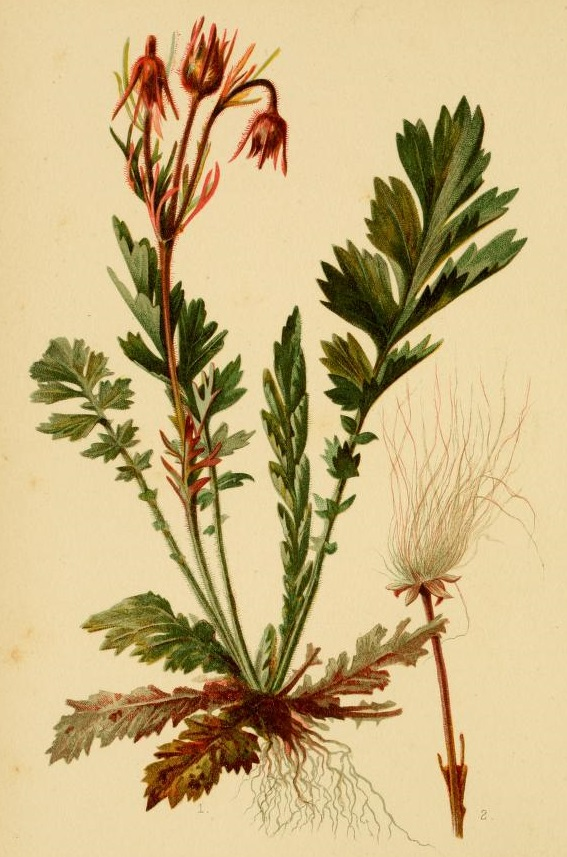
Geum triflorum, norwegisch humleblomst (Hopfenblume), ein Name, den Øyvind Anker häufig als Signatur seiner (literarischen) Artikel verwendete

Als Øyvind Anker im Alter von 85 Jahren starb, wurde das vom Hamar Dagblad, der für seinen Alterssitz Sollia „zuständigen“ Lokalzeitung, so kommentiert: „Ein echter Freund von Sollia hat seinen Spazierstock niedergelegt.“ Über das Dorf, in dem die Familie Anker einen Hof besaß, hatte er in seiner Pension ein breites Wissen erworben. Die Arbeit eines Archivars kennt eben keinen Ruhestand.
Øyvind Ankers literarische Persönlichkeit hat zwei Aspekte. „Der eine ist durch Genauigkeit gekennzeichnet. Es gibt nüchterne Informationen, Registranten und Register, bei denen die Hauptanforderung darin besteht, dass alles korrekt sein muss. […] Die zweite Hälfte seines Schreibens ist geprägt […] von einer ansteckenden Freude am Schreiben. Er hatte ein Gespür für die gute journalistische Pointe und liebte appetitliche Überschriften. In seinen Artikeln verwendete er oft die Signatur Geum, humleblomst (Hopfenblume), ein Zeugnis seiner legendären Liebe und Kenntnis von Blumen, die sonst in seinen Schriften nur spärlich zum Ausdruck kommt.“S. 311

## Mitgliedschaften
(Quellen:)
- Sekretär Norsk-tysk-østerriksk forening (Norwegisch-Deutsch-Österreichische Gesellschaft) 1930–1939.
- Vorstandsmitglied Norsk Samfunn for Musikkgransking (Norwegische Gesellschaft für Musikforschung) ab 1939.
- Vorstandsmitglied Norsk Folkemusikklag (Norwegische Volksmusikgesellschaft) ab 1948.
- Redaktionssekretär der Zeitschrift Norsk Musikkliv (Norwegisches Musikleben) 1946–1950.
- Norwegischer Herausgeber der Nordisk tidskrift för bok- och biblioteksväsen (1954–1965).
- Vorsitzender Teaterhistorisk Selskap (Theaterhistorische Gesellschaft) ab 1960.
- Vorsitzender Foreningen Norsk bokkunst (Norwegischer Buchkunstverein) 1965–1966.
- Det norske språk- og litteraturselskap (Gesellschaft für norwegische Sprache und Literatur): Gründungsmitglied 1953 und Sekretär (1969–1979).
- Wahl zum Mitglied der Norwegischen Akademie der Wissenschaften 1965.

## Werke

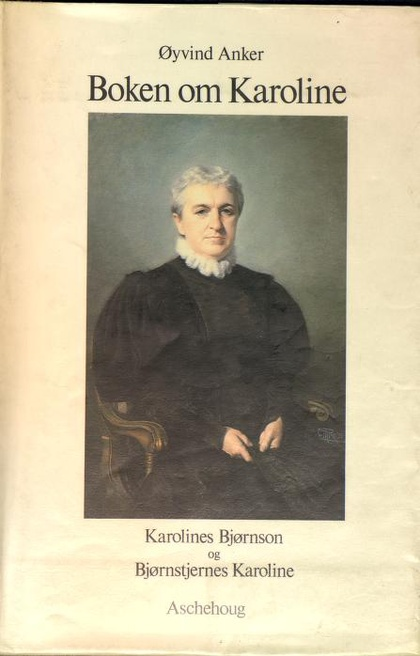
Boken om Karoline. Karolines Bjørnson og Bjørnstjernes Karoline., 1982. Ein lebendiges Porträt der Frau des Dichters Bjørnson

- Bjørnson og Grundtvig inntil 1872. In: Edda. Nordisk tidsskrift for litteraturforskning., 19. Jahrgang, Band 32, Heft 3, 1932, Seite 273–338.
- (Hrsg. mit Rolf Haffner:) Nyco konversasjonsleksikon. Cappelen, Oslo 1935. Neuausgabe als Cappelens leksikon. 1939.
- (Hrsg. mit Olav Gurvin:) Rikard Nordraak: Samlede verker. (Gesammelte Werke.) Musikk-Huset, Oslo 1942.
- (unter Pseudonym E. N. Fadder:) Tusen navn. (Tausend Namen.) 1946. 4. Ausgabe 1967.
- Bjørnson manuskripter. katalog. Universitetsbiblioteket i Oslo, Oslo 1948.
- (Hrsg. mit Olav Gurvin:) Musikkleksikon. Dreyer, Oslo 1949. 2. Ausgabe 1959.
- (Als Hrsg.:) Bjørnstjerne Bjørnson: Et eventyr paa Utmarschen 1848. Sangspil i 2 Acter. (Ein Abenteuer auf dem Utmarschen 1848. Singspiel in 2 Akten.) In: Norsk musikkgranskning. 1953, Seite 39–74.
- (Hrsg. mit Francis Bull, Torben Nielsen:) Bjørnstjerne Bjørnsons brevveksling med danske 1854–1874. 3 Bände. Gyldendalske Boghandel und Gyldendal norsk forlag, København und Oslo 1953. 2. Ausgabe 1970–1974.
- Bjørnstjerne Bjørnson. the man and his work. Aulestad, Follebu 1955.
- Christiania Theater's repertoire 1827-99. fullstendig registrant over forestillinger, forfattere, oversettere og komponister. sesongregister. = The repertoire of Christiania Theatre 1827–99. Gyldendal, Oslo 1956.
- Kristiania Norske Theaters repertoire 1852–1863. = The repertoire of Kristiania Norwegian Theatre 1852–1893. Gyldendal, Oslo 1956.
- (Als Hrsg.:) Bjørnstjerne Bjørnson: Hjertets og aandens skjønhed. (Die Schönheit des Herzens und des Geistes.) Gyldendal, Oslo 1957.
- (Als Hrsg.:) Bernhard Dunker: Breve til A. F. Krieger. Cappelen, Oslo 1957 (Digitale Version).
- Johan Peter Strömberg. Mannen bak det første offentlige teater i Norge. (Der Mann hinter dem ersten öffentlichen Theater in Norwegen.) Gundersen, Oslo 1958.
- (Hrsg. mit G. Bøe, E. Jansen, J. Jansen, B. Kaldhol:) Norsk biografisk leksikon 1. Ausgabe. Bände 13–19, H. Aschehoug & Co (W. Nygaard), Oslo 1958–1983.
- Det dramatiske Selskab i Christiania. Repertoare 1799–1844. Ø. Anker, Oslo 1959.
- Riksteater før Riksteatret. Bilder fra teaterlivet i Norge i det 19. århundre. (Bilder aus dem Theaterleben in Norwegen im 19. Jahrhundert.) Riksteatret, Oslo 1959.
- (Hrsg. mit Francis Bull, Örjan Lindberger:) Bjørnstjerne Bjørnson. Brevveksling med svenske 1858–1909. 3 Bände. Gyldendal, Oslo/Stockholm 1961.
- Den danske teatermaleren Troels Lund og Christiania Theater. (Der dänische Theatermaler Troels Lund und das Christiania Theater.) (Skrifter. Teaterhistorisk selskap.) Gyldendal, Oslo 1962.
- Drammens teaterliv i eldre tid. (Das Theaterleben in Drammen in früheren Zeiten.) In: Drammens museums årbok. Drammen 1964.
- (Als Hrsg.:) Henrik Ibsen: Brevveksling med Christiania Theater 1878–1899. (Skrifter. Teaterhistorisk selskap. Nr. 6.) Gyldendal, Oslo 1965.
- August von Kotzebue auf der norwegischen Bühne. in: Maske und Kothurn. Graz/Wien 1964, 10. Jahrgang 1964, Heft 3, Seite 514–520.
- Christiania Theaters pensjonsfond. Historisk oversikt 1830–1965. Theateret, Oslo 1965.
- Jensen & co. 1866–1966. 16. oktober. Jensen & Co, Oslo 1966.
- Scenekunsten i Norge fra fortid til nutid. (Die darstellenden Künste in Norwegen von der Vergangenheit bis zur Gegenwart.) (Studier i Norge.) Dansk-norsk fond, Oslo 1968.
- Henrik Ibsens brev. Kronologisk registrant med adressatregister m.v. (Skrifter Universitetsbiblioteket i Oslo, Nr. 6.) Universitetsbiblioteket i Oslo, Oslo 1978, ISBN 82-7000-063-9.
- Henrik Ibsen. Brev 1845–1905. Ny samling.
  - Band 1. Einleitung und Text. 490 Seiten. 1979.
  - Band 2. Kommentare und Register. 208 Seiten. 1981.
- (Als Hrsg.:) Bjørnstjerne Bjørnson: De gode gjerninger redder verden. Tanker og idéer, råd og dåd. (Gute Taten retten die Welt. Gedanken und Ideen, Rat und Tat.) Gyldendal, Oslo 1982, ISBN 82-05-13884-2.
- (Hrsg. mit Edvard Beyer:) “Og nu vil jeg tale ut” – “Men nu vil jeg også tale ud”. Brevvekslingen mellom Bjørnstjerne Bjørnson og Amalie Skram 1878–1904. („Und jetzt werde ich mich äußern“ - „Aber jetzt werde ich mich auch äußern“.) Gyldendal, Oslo 1982, ISBN 82-05-13896-6. 2. Ausgabe 1996, ISBN 82-05-24167-8.
- Boken om Karoline. Karolines Bjørnson og Bjørnstjernes Karoline. Aschehoug, Oslo 1982, ISBN 82-03-11075-4.
- (Mit Kirsti Grinde:) Musikk til Bjørnstjerne Bjørnsons dikterverker. En oversikt. Universitetsbiblioteket, Oslo 1982.
- (Als Hrsg.:)Agerhøns med Champagne. Alexander L. Kiellands opptegnelser til en selvbiografi. (Rebhühner mit Champagner. Alexander L. Kiellands Notizen für eine Autobiographie.) Gyldendal, Oslo 1983, ISBN 82-05-14333-1.